# Rajdowe Samochodowe Mistrzostwa Polski 1952
W roku 1952, mistrzów Polski w rajdach wyłoniono w ramach jednego rajdu tzw. Jednodniowej Jazdy Konkursowej o Mistrzostwo Polski, który rozegrano w dniach 30–31 sierpnia. Rajd ten odbył się na trasie: Gdynia – Warszawa.
Rozegrano następujące konkurencje:
- próba szybkości płaskiej i górskiej,
- próby zrywu i hamowania (Wieżyca),
- próba zwrotności (Gdynia),
- jazda terenowa w okolicach Zakroczymia.

W rajdzie wystartowało 78 kierowców.

## Klasyfikacje Jednodniowej Jazdy Konkursowej 1952[2]
Wymienieni zawodnicy zdobyli tytuły Mistrzów i Wicemistrzów Polski.
Klasa powyżej 2599 cm³
| Poz. | Kierowca            | Samochód         |
| ---- | ------------------- | ---------------- |
| 1    | Włodzimierz Hołomej | Chevrolet De Lux |
| 2    | R. Górecki          | Chevrolet        |
| 3    | Paweł Jankowski     | Chevrolet        |

Klasa do 2599 cm³
| Poz. | Kierowca          | Samochód      |
| ---- | ----------------- | ------------- |
| 1    | Stanisław Wierzba | Warszawa M 20 |
| 2    | Niedźwiedzki      | Warszawa M 20 |
| 3    | Gilewicz          | Warszawa M 20 |

Klasa do 1999 cm³
| Poz. | Kierowca         | Samochód |
| ---- | ---------------- | -------- |
| 1    | Stanisław Cepuch | BMW      |
| 2    | Kukwisz          | Citroen  |
| 3    | Jerzy Łoziński   | BMW      |

Klasa do 1200 cm³
| Poz. | Kierowca            | Samochód |
| ---- | ------------------- | -------- |
| 1    | Ryszard Gens        | KDF      |
| 2    | Zbigniew Witkowski  | Fiat     |
| 3    | Zygmunt Skoczkowski | Fiat     |

Klasa do 750 cm³
| Poz. | Kierowca          | Samochód |
| ---- | ----------------- | -------- |
| 1    | Antoni Weiner     | DKW      |
| 2    | Alfons Zielkowski | DKW      |
| 3    | Leszek Ficenas    | DKW      |

Furgony
| Poz. | Kierowca             | Samochód | Pkt  |
| ---- | -------------------- | -------- | ---- |
| 1    | Tadeusz Krzemiński   | Skoda    | 9,97 |
| 2    | Władysław Paszkowski | Skoda    |      |
| 3    | Stanisław Kozłowski  | Skoda    |      |